# 浄光寺 (葛飾区)
浄光寺（じょうこうじ）は、東京都葛飾区東四つ木1丁目にある天台宗の寺院。木下川薬師（きねがわやくし）として知られる。

## 歴史
寺に伝わる『青龍山薬師仏像縁起』によれば、当寺院の創建は嘉祥2年（849年）、下野国（現在の栃木県）大慈寺の僧広智が当地に営んだ草庵であるという。広智は、最澄の作と言われている薬師如来像の安置場所を探していたところ、下総国木下川（現在の東京都葛飾区）において唱翁という老人と出会い、縁あって当地にあったその老人の草庵にその薬師如来像を安置することになったという。
その後、当時浅草の浅草寺にいた円仁の命によって、貞観2年（860年）、僧慶寛がその草庵を寺院とし「浄光寺」と号したという。
その後、鎌倉時代や室町時代になると戦乱に巻き込まれ、何度も荒廃したが関東管領上杉憲実などの時の権力者の尽力により幾たびも復興した。
戦国時代になり、徳川家康が江戸に入ると、五石の朱印地を与えられ、格式のある寺院になった。
江戸時代になると、徳川幕府の歴代将軍から祈願所とされ、毎年、将軍家による代参を受けるなど、江戸幕府からも厚い信仰を得た。徳川吉宗の時代には、浄光寺は鷹狩りの際の御膳所に定められた。
また幕府の寺請制度により浅草寺と本末関係を結び、浅草寺の末派筆頭になるなど、江戸近郊でもよく知られた寺院になった。
また江戸市中の人からも、本尊の薬師如来が霊験あらたかだとして、病気平癒の祈願所として多くの参詣者がいた。他に杜若の名所としても知られていた。
幕末には幕臣の勝海舟も当寺院をしばしば訪れ、西郷隆盛留魂碑の建立や直筆の書も当寺院に残している。
天保年間に本堂等が焼失したものの、明治時代に復興。約3000坪の敷地内に本堂・薬師堂などがあり、参詣者は途絶えなかった。
大正8年(1919年）には荒川放水路の開削のため、現在地に移転。
その後の関東大震災や太平洋戦争によっても被害を受けたが復興。また平成に入り、1995年には旧地にあった仁王像を修復の上当寺山門に移転。
1998年に新薬師堂が竣工した。
本尊の薬師如来は12年に一度だけ開帳される。（直近では2022年）

## 主な施設
- 薬師堂-本尊の薬師如来像が安置されている。
- 釈迦堂
- 大師堂

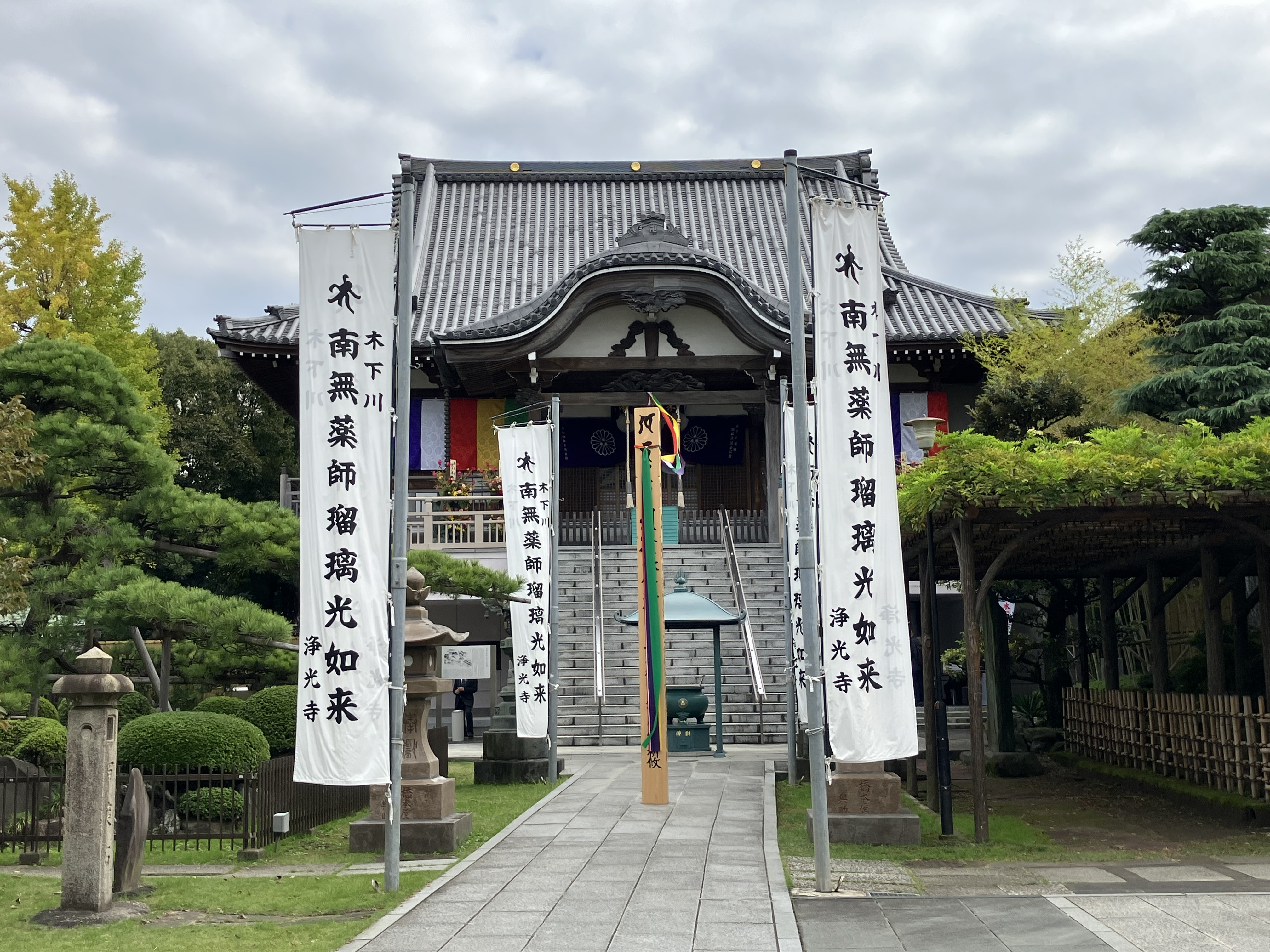
浄光寺薬師堂

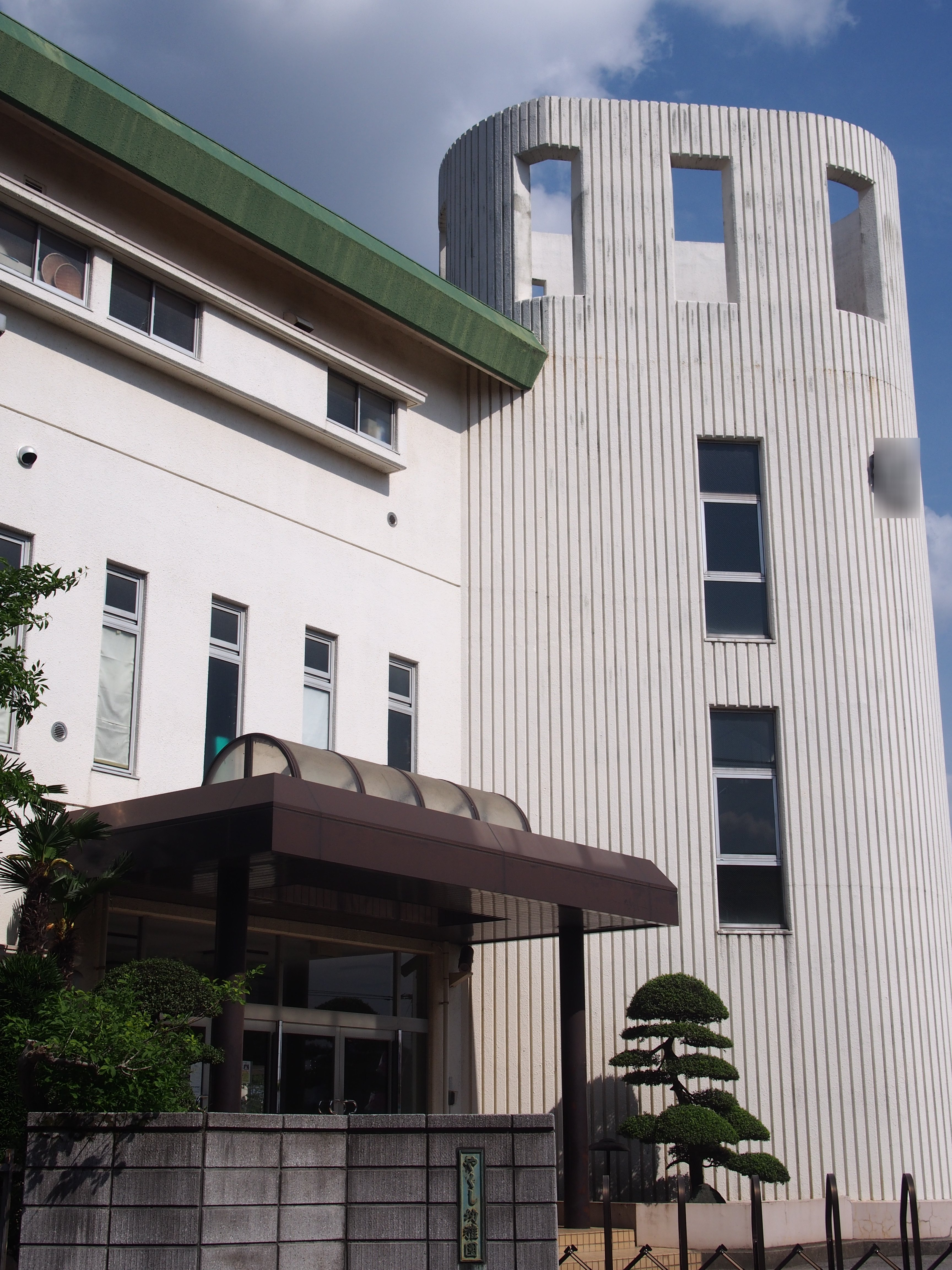
木下川薬師付属やくし幼稚園

- 仁王門-山門。寛文3年(1663年の作）の仁王像が鎮座している。[3]
- 加藤ひな子の碑・山田顕義の歌碑-加藤ひな子は、幕末から明治期にかけて活躍した事業家。ボストンで客死したのを偲んで建てられたもの。また山田顕義は、日本大学の創始者。山田の死去後、生前親交があった加藤ひな子が発起人となり当寺院内に建てたもの。現在は並んで建てられている。
- 生田蝶介の歌碑-当寺院にゆかりがあった近代の歌人・生田蝶介の歌碑。
- 大銀杏
- 双龍の藤-4月下旬に見ごろをむかえる。
- 登美の松-徳川家光による手植えの松が起源。現在は二代目。
- 墓地
- 木下川薬師付属やくし幼稚園(浄光寺に隣接する幼稚園。1953年開園。当寺院が母体になっている。)[4]

## アクセス
- 京成押上線四ツ木駅徒歩約11分（経路案内）
- JR総武線・新小岩駅よりバス「亀有駅行き」または「市川駅行き」（京成バス　新小52系統など）「木下川薬師前」下車徒歩2分（経路案内）。または新小岩駅などより「綾瀬駅行き」（京成バス　新小51系統）「平和橋」下車徒歩10分。
- 拝観は無料。日中の時間帯のみ受け付け。
- 駐車施設:あり